# Stefanny Navarro
Stefanny "Stefy" Navarro, född 7 maj 1998 i Bogotá i Colombia, är en spansk parkourutövare.

## Karriär
Navarro började med parkour 2016. I juni 2019 tog hon guld i speed vid världscupen i Montpellier. I maj 2022 vid världscupen i Montpellier tog Navarro silver i speed och besegrades endast av svenska Miranda Tibbling.
I oktober 2022 vid VM i Tokyo tog Navarro damernas första VM-silver i speed i den första upplagan av mästerskapet. Hon kom i mål på tiden 35,03 sekunder och besegrades endast av svenska Miranda Tibbling.